# Yannick Pelletier
Yannick Pelletier (nacido el 22 de septiembre de 1976 en Biel, Suiza). Es un Gran Maestro Internacional de ajedrez, suizo.
En enero de 2012, en la lista de la FIDE, ocupa el puesto 258º del mundo con un Elo de 2589 y número 2 de Suiza, tras Vadim Milov.
Su elo máximo es de 2667, logrado en noviembre de 2002. 
En 2005, quedó tercero en el 38.º Festival Internacional de ajedrez en Biel, Suiza, del 17al 27 de julio. Participaron seis ajedrecistas a liga, doble ronda. Borís Gélfand y Andréi Volokitin, resultaron campeones de esta edición, siendo 4º. Hikaru Nakamura, 5º.Christian Bauer y 6º. Carlsen.
En 2006, quedó quinto en el 39.º Festival Internacional de ajedrez en Biel, Suiza, del 22 de julio al 4 de agosto, seis ajedrecistas a liga, doble ronda.
La clasificación final en Biel 2006 fue la siguiente:
| Posición | Participantes        | Puntos |
| -------- | -------------------- | ------ |
| 1        | Aleksandr Morozévich | 7.5    |
| 2        | Magnus Carlsen       | 6      |
| 3        | Teymur Rəcəbov       | 6      |
| 4        | Andréi Volokitin     | 4      |
| 5        | Yannick Pelletier    | 4      |
| 6        | Lázaro Bruzón        | 2.5    |